# Atelerix frontalis
Atelerix frontalis é uma espécie de insetívoro da família Erinaceidae. Pode ser encontrado em Angola, Namíbia, Botsuana, Zimbábue e África do Sul.